# Ноён

Ноён (монг. Ноён?, ᠨᠣᠶ᠋ᠨ?, монг. Ноён сум?, ᠨᠣᠶ᠋ᠨ
ᠰᠤᠮᠤ?) — сомон монгольского аймака Умнеговь (Южно-Гобийского аймака). Центр сомона — Ховун — находится в 200 км от административного центра аймака — города Даланзадгад; расстояние до столицы страны Улан-Батора — 880 км.
Площадь сомона составляет 10,4 тыс. кв. км. Наивысшая точка, Ноён-уул, насчитывает 2397 м. На территории сомона находятся запасы строительного и химического сырья, каменного угля, золота и драгоценных декоративных камней.
Рек и ручьёв мало. Животный мир представлен волками, лисами, манулами, горными баранами, дикими козами, рысями, джейранами, ирбисами, куланами. По данным на 2010 год в сомоне насчитывается 69 853 голов скота.
Климат резко континентальный. Средняя температура января составляет –14-16°C, июля — +24-25°C. За год в среднем выпадает до 150 мм. осадков; 50 мм. на юге, 100 мм. — в остальных частях сомона. 
На территории сомона имеются школа, больница.